# 아나크레온
아나크레온(Ἀνακρέων ὁ Τήϊος, 기원전 582년경 – 기원전 485년경)은 그리스의 서정시인으로, 주가(酒歌)와 색정적 시로 유명하다. 이후의 그리스인은 아나크레온을 아홉 서정시인 반열에 올렸다. 아나크레온은 자신의 모든 시작품을 고대 이오니아 방언으로 썼다. 다른 초기 서정시처럼 아나크레온의 시 역시 주로 리라로 연주되는 음악과 함께 낭독되거나 부르는 것을 전제로 쓰였다. 아나크레온의 시는 사랑, 치정, 실망, 주연(酒宴), 잔치, 축제, 일상 관찰과 같은 보편적 주제를 다룬다.

## 생애
아나크레온은 기원전 582년경 소아시아 해안에 자리잡은 이오니아계 도시인 테오스에서 태어났다. 아버지의 이름과 신원은 여전히 논란거리이며, 여러 권위자들은 아버지의 이름에 대해 각각 스퀴티아노스, 에우멜로스, 파르테니오스, 아리스토크리토스일 수 있다며 4개의 가능성을 제시했다.
페르시아가 테오스를 공격할 무렵, 아나크레온은 고향 사람 대다수와 함께 트라키아로 망명을 갔다고 추정된다. 고향이 키루스 대왕의 장군 중 하나이던 하르파고스에게 함락당하는 것을 가만히 앉아서 볼 수 없었던 테오스 출신 사람들은 그곳 압데라에서 식민도시를 세웠다. 키루스는 당시(기원전 545년) 소아시아의 그리스계 도시들을 공성하고 있었다. 아나크레온은 대(對) 페르시아 전투에 참여한 것으로 보인다.
오랫동안 아나크레온은 아테네에서 유명했으며, 그곳 아크로폴리스에서는 페리클레스의 아버지이자 아나크레온의 친구인 크산티포스와 나란히 있는 아나크레온의 동상을 볼 수 있다. 테오스에서 주조된 여러 주화에서 아나크레온은 손에 리르를 들고 있는, 어느 주화에서는 앉은 모습으로, 다른 주화에서는 일어선 모습으로 새겨져 있다. 1835년 로마 사빈 구에서 대리석 조각이 세워졌는데, 이는 아나크레온을 표현했다고 여겨지며 현재는 보르게세 미술관이 소장중이다.